# Drzewiec (Śródziemie)

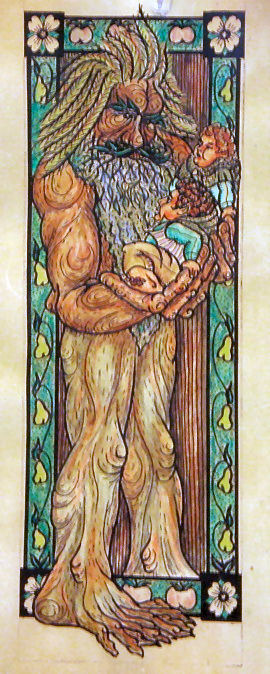
Wyobrażenie Drzewca

Drzewiec, Drzewacz – postać z mitologii Śródziemia, stworzonej przez J.R.R. Tolkiena.
Pod koniec trzeciej ery był najstarszą osobą w Śródziemiu oraz władcą entów. Z wyglądu przypominał rosły buk lub dąb, miał chropowatą korę i pokręcone dłonie o siedmiu palcach, natomiast jego ramiona były gładkie. Miał też dziko rosnącą brodę z włókna drzew i duże brązowe oczy.
Miał żonę Gałęzinkę (Fimbrethil), która odeszła od niego wraz z innymi entowymi żonami pod koniec drugiej ery, kiedy to ich polne ogrody obumarły. Drzewiec, wraz z pozostałymi entami, długo ich szukał po całym Śródziemiu, jednak nigdy ich nie odnalazł.
Był przyjacielem Gandalfa Szarego. W czasie wojny z Sauronem zaprzyjaźnił się z dwoma hobbitami, Merrym Brandybuckiem i Pippinem Tukiem. Przewodził entom w walce z Isengardem.
W filmach Petera Jacksona głos mu podłożył John Rhys-Davies.

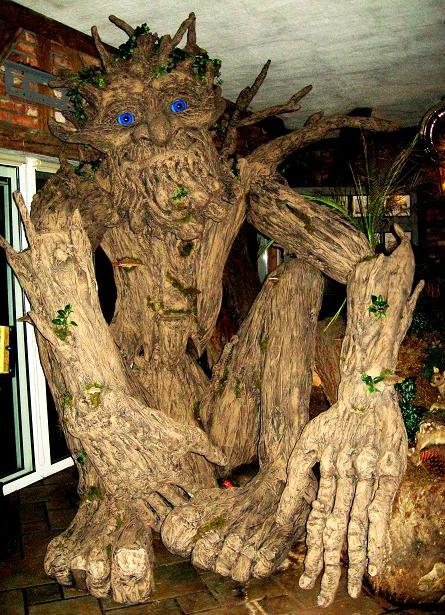
Wyobrażenie Drzewca

## Wersje imienia
- w języku sindarin: Fangorn (Drzewobrody, Drzewobród)
- w angielskim oryginale: Treebeard
- w przekładzie Marii Skibniewskiej: Drzewiec
- w przekładzie Jerzego Łozińskiego: Drzewacz